# 중도역
중도역(中島驛)은 조선민주주의인민공화국 함경북도에 위치한 함북선의 철도역이다. 